# ٯ
Le qāf sans point est une lettre de l’alphabet arabe qui était utilisée en ancien arabe.
Dans le style d’écriture rasm, ses formes initiales et médianes ‹ ٯـ ـٯـ › étaient identiques aux formes initiales et médianes du fāʾ sans point ‹ ڡـ ـڡـ › ; leurs formes isolées et finales étaient distinctes.